# Sanktuarium Nostra Signora del Monte w Genui
Sanktuarium Nostra Signora del Monte znane też jako sanktuarium Madonna del Monte (pol. sanktuarium Matki Bożej z Góry) – rzymskokatolicki kompleks kościelno-klasztorny w Genui w dzielnicy San Fruttuoso. Jest jednym z najstarszych sanktuariów maryjnych w mieście, jego historia sięga XII wieku. Należy do zakonu franciszkanów.
Obecny kościół jest efektem XVII-wiecznej przebudowy w stylu barokowym.
Od 1946 roku nosi tytuł bazyliki mniejszej.

## Położenie
Sanktuarium Matki Bożej z Góry położone jest na wzgórzu, które góruje nad wschodnią częścią miasta i doliną rzeki Bisagno. Do sanktuarium prowadzi droga, Salita Nuova, zbudowana w latach 1748–1756. Przed kościołem znajduje się niewielki plac, wyłożony białymi i czarnymi kamykami, tworzącymi w centrum herb miasta Genua. Na wschód od kościoła rozciąga się las złożony z dębów i roślin śródziemnomorskich, podarowanych klasztorowi w 1444 roku przez dożę Raffaele Adorno. Integralną częścią sanktuarium jest 15 kaplic drogi krzyżowej, rozmieszczonych wzdłuż prowadzącej do niego drogi.

## Historia

### Okres przedfranciszkański
Kościół jest miejscem wielowiekowego kultu maryjnego. Według zachowanych przekazów z 958 roku istniała tu kaplica poświęcona Matce Bożej, zaś dokumenty z 1183 roku świadczą o budowie nowego kościoła obok starej kaplicy, której pozostałości odkryto w 1970 roku, podczas restauracji świątyni. W 1387 roku kościół powierzono kongregacji kanoników regularnych gałęzi Santa Croce di Mortara. 

### Okres franciszkański
W XV wieku kościół, będący wówczas w ruinie, został przyznany Franciszkanom Obserwantom, którzy poszukiwali dla siebie siedziby poza miastem, wśród zieleni. W 1444 roku, dzięki wstawiennictwu doży Raffaele Adorno u papieża Eugeniusza IV, zakonnicy uzyskali wszystkie prawa do swej nieruchomości. Doża sfinansował zarówno odbudowę i rozbudowę kościoła, jak i wzniesienie klasztoru, przyznanego zakonowi 13 września tego samego roku. W XV–XVI wieku kościół zmienił tymczasowo wezwanie i został poświęcony Zwiastowaniu Najświętszej Maryi Panny, kultowi typowo franciszkańskiemu, ale na początku XVI stulecia powrócił do poprzedniej dedykacji Matki Bożej z Góry (Madonna del Monte), która obowiązuje do dzisiaj. W drugiej połowie XV oraz w XVI wieku dokonano przebudowy kościoła, w efekcie której pojawiły się kaplice w nawach bocznych, wykupione przez szlacheckie rody Genui z przeznaczeniem na pochówek. W XVII wieku wybudowano prezbiterium i kryptę dla przechowywania świętych obrazów. W tym samym stuleciu przebudowano kościół w stylu barokowym. W okresie późniejszym wybudowano dzwonnicę i kaplice drogi krzyżowej, sfinansowane przez rodzinę Saluzzo. W połowie XVIII wieku, dzięki rodzinie Saluzzo i innym darczyńcom, zbudowano sieć dróg łączących kaplice drogi krzyżowej z Sanktuarium.
12 kwietnia 1946 roku papież Pius XII nadał kościołowi tytuł bazyliki mniejszej.

## Architektura

### Korpus nawowy

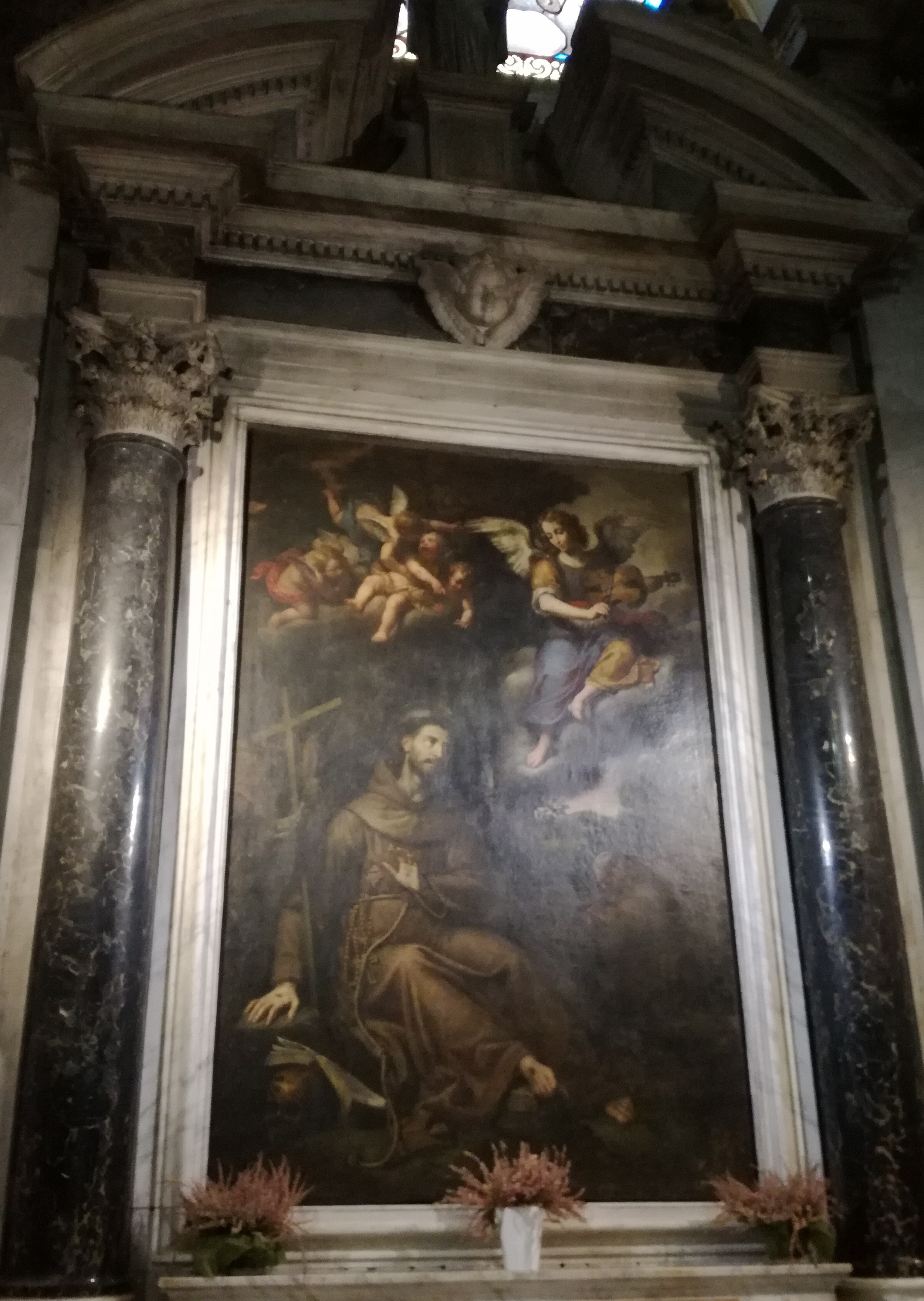
Domenico Fiasella, Ekstaza św. Franciszka

Kościół został zbudowany na planie krzyża łacińskiego jako założenie trzynawowe z kaplicami bocznymi, będącymi miejscem pochówku osób ze szlacheckich rodów Genui. W jego wnętrzu znajdują się cenne XVI- i XVII-wieczne obrazy malarzy szkoły genueńskiej, pędzla takich twórców jak Domenico Fiasella (Ekstaza św. Franciszka, Wniebowzięcie Najświętszej Maryi Panny, Święta Rodzina i Św. Anna), Lazzaro Calvi (Święty Jan nauczający tłumy), Orazio De Ferrari (Ostatnia Wieczerza), Giovanni Battista Carlone (Boże Narodzenie) i Giovanni Battista Casoni. Na szczególną uwagę zasługuje, znajdujący się w trzeciej kaplicy po lewej stronie, poliptyk Zwiastowanie, przypisywany mistrzowi Annunziata del Monte. W trzeciej kaplicy po prawej stronie znajdują się dwa drewniane posągi dłuta Antona Marii Maragliano. Na ścianach kościoła umieszczono epitafia nagrobne członków rodów genueńskich.

### Prezbiterium
Prezbiterium i chór zakonny, zbudowane ponad kryptą, zostały zbudowane i wyposażone w latach 1628–1634 dzięki finansowemu wsparciu Giacoma Saluzzo, którego popiersie, wraz z popiersiami jego braci umieszczono na bocznej ścianie. Do prezbiterium, położonego powyżej poziomu nawy, prowadzą boczne schody.

#### Ołtarz główny
Ołtarz główny został zbudowany z polichromowanego marmuru. Stojące na nim tabernakulum ma formę niewielkiej świątyni zwieńczonej krucyfiksem, którego autorstwo przypisywane jest jednemu z rzeźbiarzy z rodu Orsolino. Dziełem Orsolino są też przypuszczalnie posągi św. Franciszka i św. Rocha, umieszczone nad drzwiami bocznymi prowadzącymi do chóru zakonnego. Stojące w nim stalle zbudowano z rzeźbionego drewna orzechowego. Na tylnej ścianie prezbiterium wisi wielkowymiarowe płótno Domenica Fiaselli Wniebowzięcie Najświętszej Maryi Panny, datowane na 1632 rok, natomiast na lewej ścianie bocznej widnieją obrazy Bernardina Fasolo i Giovanniego Battisty Casoniego.

### Krypta
Do krypty prowadzą z nawy szerokie schody. Na jej sklepieniu widnieje fresk, namalowany przez Andreę Ansaldo, przedstawiający sceny z życia Najświętszej Maryi Panny. Ołtarz z polichromowanego marmuru oraz otaczająca go balustrada (również marmurowa) są dziełem XVIII-wiecznych rzeźbiarzy neapolitańskich, zaś figura Madonny – prawdopodobnie dziełem Francesca di Valdambrino (XIV/XV w.).

### Zakrystia
W zakrystii znajduje się zbiór obrazów pędzla takich artystów jak: Bernardo Strozzi, Andrea Semino i Domenico Fiasella.

## Klasztor
Klasztor jest budynkiem dwupiętrowym. W XV-wiecznym refektarzu znajduje się murowana ambona, ozdobiona figurami świętych franciszkańskich oraz rzeźbą Madonna z Dzieciątkiem. Na tylnej ścianie wisi obraz Ostatnia wieczerza Orazia De Ferrari (1641). W klasztorze znajduje się współczesna kaplica, dedykowana Pieśni słonecznej, służąca do celebracji świąt i do modlitw zakonnych. Na ścianach znajdującej się przed nią sali umieszczono obrazy przedstawiające najważniejsze wydarzenia z dziejów Sanktuarium.

## Amaro Santa Maria al Monte
Od sanktuarium pochodzi nazwa napoju alkoholowego typu amaro, Amaro Santa Maria al Monte, złożonego z ekstraktu z 36 ziół, produkowanego w Genui od stuleci według średniowiecznej receptury franciszkańskiej.